# Jallais
Jallais korábbi község Franciaország Loire mente régiójában, Maine-et-Loire megyében. 2015. január 1-jén kilenc másik korábbi községgel egyesült és Beaupréau-en-Mauges új község része lett.
Lakosainak száma 3410 fő (2018. január 1.). Jallais Andrezé, Beaupréau-en-Mauges, La Chapelle-Rousselin, La Jubaudière, Le May-sur-Èvre, Neuvy-en-Mauges, La Poitevinière, Saint-Lézin és Trémentines községekkel határos.

## Népesség
A település népességének változása:
| Lakosok száma | 2803 | 2918 | 3095 | 3207 | 3153 | 3151 | 3206 | 3277 | 3376 | 3410 |
|               | 1962 | 1968 | 1982 | 1990 | 1999 | 2008 | 2011 | 2013 | 2017 | 2018 |